# Trnovac (Kratovo)
Trnovac (macedónul: Трновац) település Észak-Macedóniában, a Északkeleti körzetben, Kratovo községben.

## Népesség
| Lakosok száma | 636  | 717  | 752  | 610  | 449  | 380  | 381  | 330  | 224  |
|               | 1948 | 1953 | 1961 | 1971 | 1981 | 1991 | 1994 | 2002 | 2021 |

- 2002-ben 330 lakosa volt, akik mindannyian macedónok.